# Ur (Pyrénées-Orientales)
 For alternative betydninger, se Ur (flertydig). (Se også artikler, som begynder med Ur)
Ur er en by og kommune i departementet Pyrénées-Orientales i Sydfrankrig.

## Geografi
Ur ligger i Cerdagne 103 km vest for Perpignan. Nærmeste byer er mod vest Enveitg (3 km), mod nordøst Angoustrine-Villeneuve-des-Escaldes (4 km) og mod sydøst Bourg-Madame (4 km).

## Demografi

### Udvikling i folketal
| 1962                                                              | 1968 | 1975 | 1982 | 1990 | 1999 | 2007 | 2013 | 2017 |
| ----------------------------------------------------------------- | ---- | ---- | ---- | ---- | ---- | ---- | ---- | ---- |
| 336                                                               | 256  | 272  | 260  | 269  | 308  | 332  | 349  | 363  |
| Tal fra og med 1962 er uden dobbelttælling (sans doubles comptes) |      |      |      |      |      |      |      |      |